# Miina Sillanpää
Miina Sillanpää (nascuda com a Vilhelmiina Riktig; 4 de juny de 1866, Jokioinen–3 d'abril de 1952, Hèlsinki) va ser la primera ministra finlandesa i una figura clau en el moviment obrer. Va estar involucrada en la preparació de la primera llei municipal de feines domèstiques de Finlàndia.

## Biografia
Miina Silanpaää va néixer durant els anys de la fam a Finlàndia. Els seus pares Juho i Leena, camperols, tingueren un total de nou fills. Miina va començar la seva carrera professional als dotze anys, a la fàbrica de cotó de Forssa, i després a la fàbrica de claus de Jokioinen. Als divuit anys, es va mudar a Porvoo per treballar de criada; va ser en aquest moment en què canvià el seu nom de Vilhelmiina Riktig a Miina Sillanpää. No va rebre gaire educació, ja que només va anar a l'escola itinerant (kiertokoulu) i a l'escola de la fàbrica. Des de l'any 1900 fins al 1915 va treballar com a vigilant de la Casa dels Treballadors de Hèlsinki, a la Casa de l'Associació de Criats i a l'Agència d'Ocupació. Sillanpää va treballar com a inspectora de restaurants i cafès d'Osuusliike Elanto des de 1916 fins a 1932, i com a secretària del Partit Socialdemocràtic de l'Associació de Dones Treballadores de 1932 a 1936. L'any 1939 va ser premiada amb el títol honorífic talousneuvos i l'any 1949 va rebre el premi honorífic de mans del president Paasikivi per la tasca desenvolupada durant la seva vida.

### Com a socialdemòcrata
Miina Sillanpää, tot i relacionar-se amb la socialdemocràcia, no va ser mai una teòrica política. Va lluitar especialment pels drets de les dones treballadores i per aquelles que estaven soles. Va ser membre del Partit Socialdemòcrata de 1918 a 1919 i de 1933 a 1940, i va ser presidenta de l'Associació Socialdemòcrata de Dones i l'Associació Socialdemòcrata de Dones Treballadores.
Sillanpää no va participar en la Guerra civil de 1918; juntament amb Väinö Tanner i Matti Paasivuori van oposar-se tant a la guàrdia blanca com la vermella i van demanar la pau a Finlàndia.

### Membre del parlament
Miina Sillanpää va ser una de les dinou primeres dones del Parlament de Finlàndia, les quals varen ser elegides l'any 1907. Va ser membre del parlament un total de 38 anys; en els períodes de 1907-1910; 1914; 1917; 1919-1932 i 1936-1947. Amb la seva elecció com a ministra d'Afers Socials dins del govern de Väinö Tanner (1926-1927), esdevingué la primera dona ministra de la història de Finlàndia. Sillanpää va ser també electora oficial del president de Finlàndia els anys 1925, 1931, 1937, 1940 i 1943.

### Periodista
Sillanpää va ser també periodista. Va treballar com a editora de la revista Palvelijatar (traduït com a 'Dona serventa') entre 1905 i 1906, a la revista Työläisnainen ('Dona treballadora') entre 1907 i 1916 i a la revista Toveritar ('Dona camarada') entre 1922 i 1943.